# Codontabellen van DNA en RNA

De standaard codontabel, weergegeven in cirkelvorm, met nucleotiden van het mRNA (gekleurd) in het midden, en de gecodeerde aminozuren aan de buitenkant

Een codontabel geeft weer hoe de genetische code in levende organismen vertaald wordt naar de twintig aminozuren, de bouwstenen van eiwitten. De genetische code wordt gelezen in groepjes van drie opeenvolgende nucleotiden: zogenoemde codons. Gebruikelijk is om de nucleotidetriplets weer te geven zoals die voorkomen in het messenger-RNA (mRNA), omdat dit het molecuul is dat gelezen wordt om eiwitten te synthetiseren. Als voorbeeld: het codon 'UGC' in mRNA codeert voor cysteïne, en het codon 'AUA' voor glutaminezuur.
Er zijn 4 × 4 × 4 = 64 mogelijke combinaties van nucleotiden, dus de codontabel heeft altijd 64 elementen. Daarvan coderen er 61 codons voor een aminozuur, en zijn er drie stopcodons (UAG, UGA en UAA) die het einde van het translatieproces signaleren. De synthese van een aminozuurketen begint op enkele uitzonderingen na altijd met AUG, het startcodon. De genetische code kan ook worden weergegeven als een DNA-codontabel. Hierbij neemt men de nucleotidetriplets van de coderende DNA-streng, altijd van de 5'-naar-3'-richting.
Niet ieder aminozuur komt overeen met één codon: veruit de meeste aminozuren worden door meerdere codons gespecificeerd. Er is dus sprake van redundantie in de genetische code. Om erachter te komen welke triplets er allemaal mogelijk zijn die coderen voor een bekend aminozuur, kan men gebruikmaken van de omgekeerde codontabel. Ook deze tabellen zijn in dit artikel opgenomen.

## Codontabellen

### Standaard codontabel
Codontabellen worden over het algemeen met RNA-codons weergegeven, omdat messenger-RNA het molecuul is dat daadwerkelijk gelezen wordt tijdens de translatie. Het kan ook met DNA-codons worden weergegeven. Het belangrijkste verschil tussen DNA en RNA is dat de base thymine (T) alleen voorkomt in DNA, terwijl dit in RNA de base uracil (U) is. Doordat de nucleotidevolgorde van het mRNA en die van de coderende streng in het DNA alleen op dit punt verschillen, is de standaard RNA-codontabel bijna dezelfde als de standaard DNA-codontabel: alle U's zijn slechts vervangen door T's. Hieronder is de algemene RNA-codontabel weergegeven.
| Biochemische eigenschappen: | Apolair | Polair | Basisch | Zuur |  | Stopcodons |  | Mogelijke startcodons |

| 1e base ↓ | 2e base    | 2e base              | 2e base      | 2e base           | 2e base     | 2e base                | 2e base     | 2e base            |
| 1e base ↓ | U (uracil) | U (uracil)           | C (cytosine) | C (cytosine)      | A (adenine) | A (adenine)            | G (guanine) | G (guanine)        |
| --------- | ---------- | -------------------- | ------------ | ----------------- | ----------- | ---------------------- | ----------- | ------------------ |
| U         | UUU        | (Phe/F) Fenylalanine | UCU          | (Ser/S) Serine    | UAU         | (Tyr/Y) Tyrosine       | UGU         | (Cys/C) Cysteïne   |
| U         | UUC        | (Phe/F) Fenylalanine | UCC          | (Ser/S) Serine    | UAC         | (Tyr/Y) Tyrosine       | UGC         | (Cys/C) Cysteïne   |
| U         | UUA        | (Leu/L) Leucine      | UCA          | (Ser/S) Serine    | UAA         | Stop (Ochre)           | UGA         | Stop (Opal)        |
| U         | UUG        | (Leu/L) Leucine      | UCG          | (Ser/S) Serine    | UAG         | Stop (Amber)           | UGG         | (Trp/W) Tryptofaan |
| C         | CUU        | (Leu/L) Leucine      | CCU          | (Pro/P) Proline   | CAU         | (His/H) Histidine      | CGU         | (Arg/R) Arginine   |
| C         | CUC        | (Leu/L) Leucine      | CCC          | (Pro/P) Proline   | CAC         | (His/H) Histidine      | CGC         | (Arg/R) Arginine   |
| C         | CUA        | (Leu/L) Leucine      | CCA          | (Pro/P) Proline   | CAA         | (Gln/Q) Glutamine      | CGA         | (Arg/R) Arginine   |
| C         | CUG        | (Leu/L) Leucine      | CCG          | (Pro/P) Proline   | CAG         | (Gln/Q) Glutamine      | CGG         | (Arg/R) Arginine   |
| A         | AUU        | (Ile/I) Isoleucine   | ACU          | (Thr/T) Threonine | AAU         | (Asn/N) Asparagine     | AGU         | (Ser/S) Serine     |
| A         | AUC        | (Ile/I) Isoleucine   | ACC          | (Thr/T) Threonine | AAC         | (Asn/N) Asparagine     | AGC         | (Ser/S) Serine     |
| A         | AUA        | (Ile/I) Isoleucine   | ACA          | (Thr/T) Threonine | AAA         | (Lys/K) Lysine         | AGA         | (Arg/R) Arginine   |
| A         | AUG        | (Met/M) Methionine   | ACG          | (Thr/T) Threonine | AAG         | (Lys/K) Lysine         | AGG         | (Arg/R) Arginine   |
| G         | GUU        | (Val/V) Valine       | GCU          | (Ala/A) Alanine   | GAU         | (Asp/D) Asparaginezuur | GGU         | (Gly/G) Glycine    |
| G         | GUC        | (Val/V) Valine       | GCC          | (Ala/A) Alanine   | GAC         | (Asp/D) Asparaginezuur | GGC         | (Gly/G) Glycine    |
| G         | GUA        | (Val/V) Valine       | GCA          | (Ala/A) Alanine   | GAA         | (Glu/E) Glutaminezuur  | GGA         | (Gly/G) Glycine    |
| G         | GUG        | (Val/V) Valine       | GCG          | (Ala/A) Alanine   | GAG         | (Glu/E) Glutaminezuur  | GGG         | (Gly/G) Glycine    |

### Omgekeerde codontabel (RNA)
Deze codontabel kan gebruikt worden om vanuit een bekend aminozuur de bijbehorende codons te bepalen. Veruit de meeste aminozuren worden door meer dan één codon gespecificeerd. Omdat codons die voor hetzelfde aminozuur coderen vaak alleen verschillen in de derde positie (de zogenoemde wiebelbase), is het mogelijk om de notatie van de codons te comprimeren aan de hand van het IUPAC-notatiesysteem. De gecomprimeerde – samengevatte – notaties staan vermeld in de derde kolom van onderstaande tabel. 
| Aminozuur     | RNA-codons                   | Samengevat            |        | Aminozuur                    | RNA-codons            | Samengevat |
| Ala, A        | GCU, GCC, GCA, GCG           | GCN                   | Ile, I | AUU, AUC, AUA                | AUH                   |            |
| Arg, R        | CGU, CGC, CGA, CGG; AGA, AGG | CGN, AGR; of CGY, MGR | Leu, L | CUU, CUC, CUA, CUG; UUA, UUG | CUN, UUR; of CUY, YUR |            |
| Asn, N        | AAU, AAC                     | AAY                   | Lys, K | AAA, AAG                     | AAR                   |            |
| Asp, D        | GAU, GAC                     | GAY                   | Met, M | AUG                          | AUG                   |            |
| Asn of Asp, B | AAU, AAC; GAU, GAC           | RAY                   | Phe, F | UUU, UUC                     | UUY                   |            |
| Cys, C        | UGU, UGC                     | UGY                   | Pro, P | CCU, CCC, CCA, CCG           | CCN                   |            |
| Gln, Q        | CAA, CAG                     | CAR                   | Ser, S | UCU, UCC, UCA, UCG; AGU, AGC | UCN, AGY              |            |
| Glu, E        | GAA, GAG                     | GAR                   | Thr, T | ACU, ACC, ACA, ACG           | ACN                   |            |
| Gln of Glu, Z | CAA, CAG; GAA, GAG           | SAR                   | Trp, W | UGG                          | UGG                   |            |
| Gly, G        | GGU, GGC, GGA, GGG           | GGN                   | Tyr, Y | UAU, UAC                     | UAY                   |            |
| His, H        | CAU, CAC                     | CAY                   | Val, V | GUU, GUC, GUA, GUG           | GUN                   |            |
| START         | AUG, CUG, UUG                | HUG                   | STOP   | UAA, UGA, UAG                | URA, UAG; of UGA, UAR |            |

## Alternatieve codontabellen
In het verleden werd aangenomen dat de genetische code universeel is. De codons zouden in elk organisme, van bacteriën tot de mens, op dezelfde manier worden gelezen en getransleerd. Hoewel deze aanname grotendeels klopt, zijn er verschillende uitzonderingen (variaties) op de genetische code ontdekt. Al in 1981 werd aangetoond dat mitochondriën in diverse soorten, codons gebruiken die afwijken van de standaard code. Zo wordt het codon 'AUA' binnen mitochondriën van zoogdieren getransleerd als methionine, terwijl dit codon in het cytosol van de cel getransleerd wordt als isoleucine. Ook in ciliaten werkt de genetische code wat anders, omdat hier de conventionele stopcodons voor aminozuren coderen. In onderstaande tabel zijn enkele variaties van de genetische code opgenomen.
| Biochemische eigenschappen: | Apolair | Polair | Basisch | Zuur |  | Stopcodons |  | Mogelijke startcodons |

| Organisme                                         | DNA-codon | RNA-codon | Wordt getransleerd als | Wordt getransleerd als | Wordt getransleerd als | Normaal | NCBI-nummer |
| ------------------------------------------------- | --------- | --------- | ---------------------- | ---------------------- | ---------------------- | ------- | ----------- |
| Mitochondriale code in gewervelden                | AGA       | AGA       | Stop                   | Stop                   | Stop                   | Arg     | 2           |
| Mitochondriale code in gewervelden                | AGG       | AGG       | Stop                   | Stop                   | Stop                   | Arg     | 2           |
| Mitochondriale code in gewervelden                | ATA       | AUA       | Met (M)                | Met (M)                | Met (M)                | Ile (I) | 2           |
| Mitochondriale code in gewervelden                | TGA       | UGA       | Trp (W)                | Trp (W)                | Trp (W)                | Stop    | 2           |
| Mitochondriale code in gistcellen                 | ATA       | AUA       | Met (M)                | Met (M)                | Met (M)                | Ile (I) | 3           |
| Mitochondriale code in gistcellen                 | CTT       | CUU       | Thr (T)                | Thr (T)                | Thr (T)                | Leu (L) | 3           |
| Mitochondriale code in gistcellen                 | CTC       | CUC       | Thr (T)                | Thr (T)                | Thr (T)                | Leu (L) | 3           |
| Mitochondriale code in gistcellen                 | CTA       | CUA       | Thr (T)                | Thr (T)                | Thr (T)                | Leu (L) | 3           |
| Mitochondriale code in gistcellen                 | CTG       | CUG       | Thr (T)                | Thr (T)                | Thr (T)                | Leu (L) | 3           |
| Mitochondriale code in gistcellen                 | TGA       | UGA       | Trp (W)                | Trp (W)                | Trp (W)                | Stop    | 3           |
| Mitochondriale code in gistcellen                 | CGA       | CGA       | afwezig                | afwezig                | afwezig                | Arg (R) | 3           |
| Mitochondriale code in gistcellen                 | CGC       | CGC       | afwezig                | afwezig                | afwezig                | Arg (R) | 3           |
| Ciliaten, enkele flagellaten                      | TAA       | UAA       | Gln (Q)                | Gln (Q)                | Gln (Q)                | Stop    | 6           |
| Ciliaten, enkele flagellaten                      | TAG       | UAG       | Gln (Q)                | Gln (Q)                | Gln (Q)                | Stop    | 6           |
| Mitochondriale code in platwormen en echinodermen | AAA       | AAA       | Asn (N)                | Asn (N)                | Asn (N)                | Lys (K) | 9           |
| Mitochondriale code in platwormen en echinodermen | AGA       | AGA       | Ser (S)                | Ser (S)                | Ser (S)                | Arg (R) | 9           |
| Mitochondriale code in platwormen en echinodermen | AGG       | AGG       | Ser (S)                | Ser (S)                | Ser (S)                | Arg (R) | 9           |
| Mitochondriale code in platwormen en echinodermen | TGA       | UGA       | Trp (W)                | Trp (W)                | Trp (W)                | Stop    | 9           |
| Blepharisma                                       | TAG       | UAG       | Gln (Q) (p)            | Gln (Q) (p)            | Gln (Q) (p)            | Stop    | 15          |
| Karyorelictea                                     | TAA       | UAA       | Gln (Q)                | Gln (Q)                | Gln (Q)                | Stop    | 27          |
| Karyorelictea                                     | TAG       | UAG       | Gln (Q)                | Gln (Q)                | Gln (Q)                | Stop    | 27          |
| Karyorelictea                                     | TGA       | UGA       | Trp (W)                | Trp (W)                | Trp (W)                | Stop    | 27          |